# Drapeau de l'Uruguay
Le drapeau de l'Uruguay est la pièce d'étoffe de la République orientale d'Uruguay. Le drapeau est adopté par les lois du 16 décembre 1828 et du 12 juillet 1830.
Le drapeau est constitué de 9 bandes alternativement blanches et bleues, avec un soleil couleur or qui occupe le cadre en haut à gauche. Le drapeau a les proportions suivantes : la longueur et la largeur ont une proportion de 3:2 et l'espace qui contient le soleil coupe les cinq premières bandes. Le dessin du soleil consiste en un cercle rayonnant, avec une figure et possède 16 rayons alternativement droits et ondulés. Le soleil a un rayon de 11/15 du cadre blanc.

## Symbolique
Les neuf bandes horizontales alternativement blanches et bleues font chacune référence à l'une des divisions politiques formant le pays en 1828, il y en avait neuf. Elle s'inspire du drapeau de l'Argentine et du drapeau des États-Unis. Le soleil est un symbole révolutionnaire commun en Amérique du Sud, le Sol de Mayo (« Soleil de Mai ») darde ses seize rayons, alternativement droits et ondulés, qui symbolisent l'indépendance du pays.

## Historique du drapeau
Le pays a eu 12 drapeaux différents entre la conquête espagnole de 1813 et aujourd'hui.

Drapeau de l'Uruguay 1825 à 1828
Drapeau de 1828 à 1830

## Drapeaux co-officiels

Drapeau d'Artigas
Drapeau Treinta y Tres

### Drapeau maritime

Bannière navale de l'Uruguay